# Schmidtiana shinkaii
Schmidtiana shinkaii là một loài bọ cánh cứng trong họ Cerambycidae.